# Grote Prijs Stad Zottegem 2019
Il Grote Prijs Stad Zottegem 2019, ottantaquattresima edizione della corsa e valevole come evento dell'UCI Europe Tour 2019 categoria 1.1, si è svolta il 20 agosto 2019 su un percorso di 200,6 km, con partenza e arrivo a Zottegem, in Belgio. La vittoria è stata appannaggio dell'olandese Piotr Havik, il quale ha completato il percorso in 4h30'32", alla media di 44,49 km/h, precedendo i belgi André Greipel e Christophe Noppe.
Sul traguardo di Zottegem 38 ciclisti, su 141 partenti, hanno portato a termine la competizione.

## Squadre e corridori partecipanti
| N.      | Cod. | Squadra                    |
| ------- | ---- | -------------------------- |
| 1-7     | WGG  | Wanty-Gobert Cycling Team  |
| 11-16   | COF  | Cofidis, Solutions Crédits |
| 21-27   | COC  | Corendon-Circus            |
| 31-37   | ICA  | Israel Cycling Academy     |
| 41-47   | ROC  | Roompot-Charles            |
| 51-57   | SVB  | Sport Vlaanderen-Baloise   |
| 61-67   | PCB  | Team Arkéa-Samsic          |
| 71-77   | TDE  | Total Direct Énergie       |
| 81-86   | VCB  | Vital Concept-B&B Hotels   |
| 91-97   | WVA  | Wallonie Bruxelles         |
| 101-107 | BRT  | BEAT Cycling Club          |

| N.      | Cod. | Squadra                     |
| ------- | ---- | --------------------------- |
| 111-117 | DHB  | Canyon dhb p/b Bloor Homes  |
| 121-127 | VIV  | Massi Vivo-Grupo Oresy      |
| 131-137 | MET  | Metec-TKH Cont. Cyclingteam |
| 141-147 | SRA  | Swiss Racing Academy        |
| 151-157 | TIS  | Tarteletto-Isorex           |
| 161-167 | CIB  | Cibel                       |
| 171-176 | TDA  | Team Dauner/Akkon           |
| 181-187 | CCD  | Team Differdange GeBa       |
| 191-197 | LKH  | Team Lotto-Kern Haus        |
| 201-207 | SVL  | Team Sauerland NRW          |
| 211-217 | WGN  | Team Wiggins LeCol          |

## Ordine d'arrivo (Top 10)
| Pos. | Corridore        | Squadra      | Tempo    |
| ---- | ---------------- | ------------ | -------- |
| 1    | Piotr Havik      | BEAT         | 4h30'32" |
| 2    | André Greipel    | Arkéa        | a 4"     |
| 3    | Christophe Noppe | Sport Vl.    | s.t.     |
| 4    | Joeri Stallaert  | Corendon     | s.t.     |
| 5    | Tom Devriendt    | Wanty        | s.t.     |
| 6    | Otto Vergaerde   | Corendon     | s.t.     |
| 7    | Mihkel Räim      | Israel       | s.t.     |
| 8    | Aksel Nõmmela    | Wallonie     | s.t.     |
| 9    | Jérôme Baugnies  | Wanty        | s.t.     |
| 10   | Cyrille Thièry   | Swiss Racing | s.t.     |